# 윌리 웡카
윌리 웡카(영어: Willy Wonka)는 1964년 영국의 작가 로알드 달의 아동문학 《찰리와 초콜릿 공장》과 1972년 속편 《찰리와 거대한 유리 엘리베이터》의 등장인물이며 작품 속 웡카 초콜릿 컴퍼니의 괴짜 소유자이다. 윌리 웡카는 영화 속에서도 여러번 묘사되었다. 1971년 영화 《초콜릿 천국》에서 진 와일더가 웡카를 연기했으며 그의 웡카 연기는 많은 사랑을 받았다. 2005년 영화 《찰리와 초콜릿 공장》에선 조니 뎁이 웡카를 연기했다. 2023년 윌리 웡카의 유년시절 및 일대기를 그린 영화 《웡카》에선 티모시 샬라메가 웡카 역할을 맡았다. 이 세 배우 모두 웡카의 연기로 골든 글로브 코미디 부분 또는 뮤지컬 부분에서 남우주연상 후보에 오르기도 했다. 2017년 애니메이션 영화 《톰과 제리: 윌리 웡카와 초콜릿 공장》에선 JP 칼리악이 웡카의 목소리 더빙 역할을 맡았다.